# Балин, Александр Иванович (1890—1937)
Алекса́ндр Ива́нович Ба́лин (27 февраля 1890, Томск — 6 декабря 1937, Иркутск) — русский советский поэт.
Член Союза писателей СССР.

## Биография
Родился 27 февраля (по некоторым источникам — 28 февраля) 1890 года в Томске. Окончил Казанский университет.
С 1923 года жил и работал в Иркутске.
В 1937 году был репрессирован. Расстрелян 6 декабря 1937 года. Реабилитирован посмертно.

## Творчество
В 1908 году начал печатать стихи.
Публиковался в журналах «Будущая Сибирь», «Красные зори», «Сибирские огни», «Сибирский рассвет», коллективных сборниках и альманахах — «Новая Сибирь», «Переплав», «Прибайкалье», «Сверстники», «Стремительные годы», «Хвойный ветер», в газетах Барнаула, Владивостока, Иркутска, Казани, Томска.
В 1934 году вышла первая книга — сборник стихов «Берег» — единственное прижизненное издание, ставшее библиографической редкостью.
В 1960-е годы стихи вновь публикуются в журнале «Сибирские огни», альманахе «Ангара», газетах «Восточно-Сибирская правда» и «Советская молодёжь».
В 1965 году стихи были включены в сборник «Поэты 20—30-х годов», который вышел в Новосибирске в серии «Библиотека сибирской поэзии».
В 1966 году в Иркутске в Восточно-Сибирском книжном издательстве вышел сборник стихов «Возвращение», включающий воспоминания о поэте.